# Julio César González
Pour les articles homonymes, voir Julio González (homonymie) et González.
Julio César González est un boxeur mexicain né le 30 juillet 1976 à Guerrero Negro, mort le 10 mars 2012 dans la même ville.

## Carrière
Il devient champion du monde des mi-lourds WBO le 18 octobre 2003 après sa victoire aux points face à Dariusz Michalczewski. Battu dès le combat suivant le 17 janvier 2004 par Zsolt Erdei, González échoue par deux fois en 2005 et 2007 dans sa tentative de remporter un nouveau titre mondial contre le champion IBF Clinton Woods.